# Scolecura parilis
Scolecura parilis är en spindelart som beskrevs av Alfred Frank Millidge 1991. Scolecura parilis ingår i släktet Scolecura och familjen täckvävarspindlar. Inga underarter finns listade i Catalogue of Life.